# Lorri
Lorri (arménsky Լոռի) je jedna z deseti provincií (marzer), na které se od roku 1995 dělí republika Arménie. Má rozlohu 3799 km² a žije v ní okolo 230 000 obyvatel, hlavním městem je Vanadzor (do roku 1993 Kirovakan). Tato správní jednotka leží v severní části země a sousedí s Gruzií a provinciemi Širak, Aragac, Kotajk a Tavuš. Tvoří ji sedm měst a padesát obcí, většinu obyvatel tvoří Arméni, žijí zde také ruští molokáni, Jezídové a pontští Řekové.
Oblast se původně nazývala Tašír, ve středověku zde existovalo Lorrijské království, nazvané podle pevnosti Lorri Berd. Památkou na období rozvoje je množství klášterů, z nichž Haghpat a Sanahin jsou chráněny jako světové dědictví. Král David IV. tento kraj připojil ke Gruzii, od roku 1555 zde vládli Safíovci a roku 1801 se Lorri stalo součástí Gruzínské gubernie carského Ruska. Po první světové válce bylo Lorri sporným územím mezi nezávislou Arménií a Gruzií a v letech 1921 až 1991 patřilo k Sovětskému svazu. V prosinci 1988 byl region zasažen ničivým zemětřesením, jehož epicentrum se nacházelo poblíž Spitaku.
Lori je převážně hornatá země, nejvyšším vrcholem je Ačkasar (3196 m n. m.). Nacházejí se zde rozsáhlé lesy, díky mnoha pastvinám je oblast proslulá svými mléčnými výrobky. Podél řek Debed a Dzoraget se nachází úrodná nížina, kde se pěstují obiloviny, brambory a dýně. Hlavním nerostným bohatstvím je měď a zinek. Vanadzor je centrem textilního a chemického průmyslu, významnými městy jsou i Alaverdi s metalurgickým kombinátem, Tašir s velkou sýrárnou a turistický resort Stěpanavan s letištěm a arboretem, vesnice Dsegh přitahuje turisty jako rodiště básníka Hovhannese Tumanjana.

## Galerie

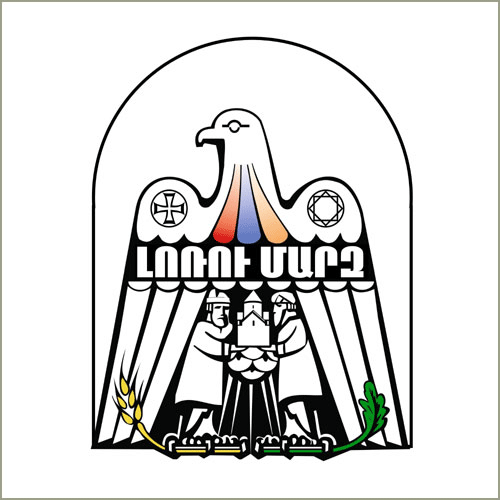
Znak
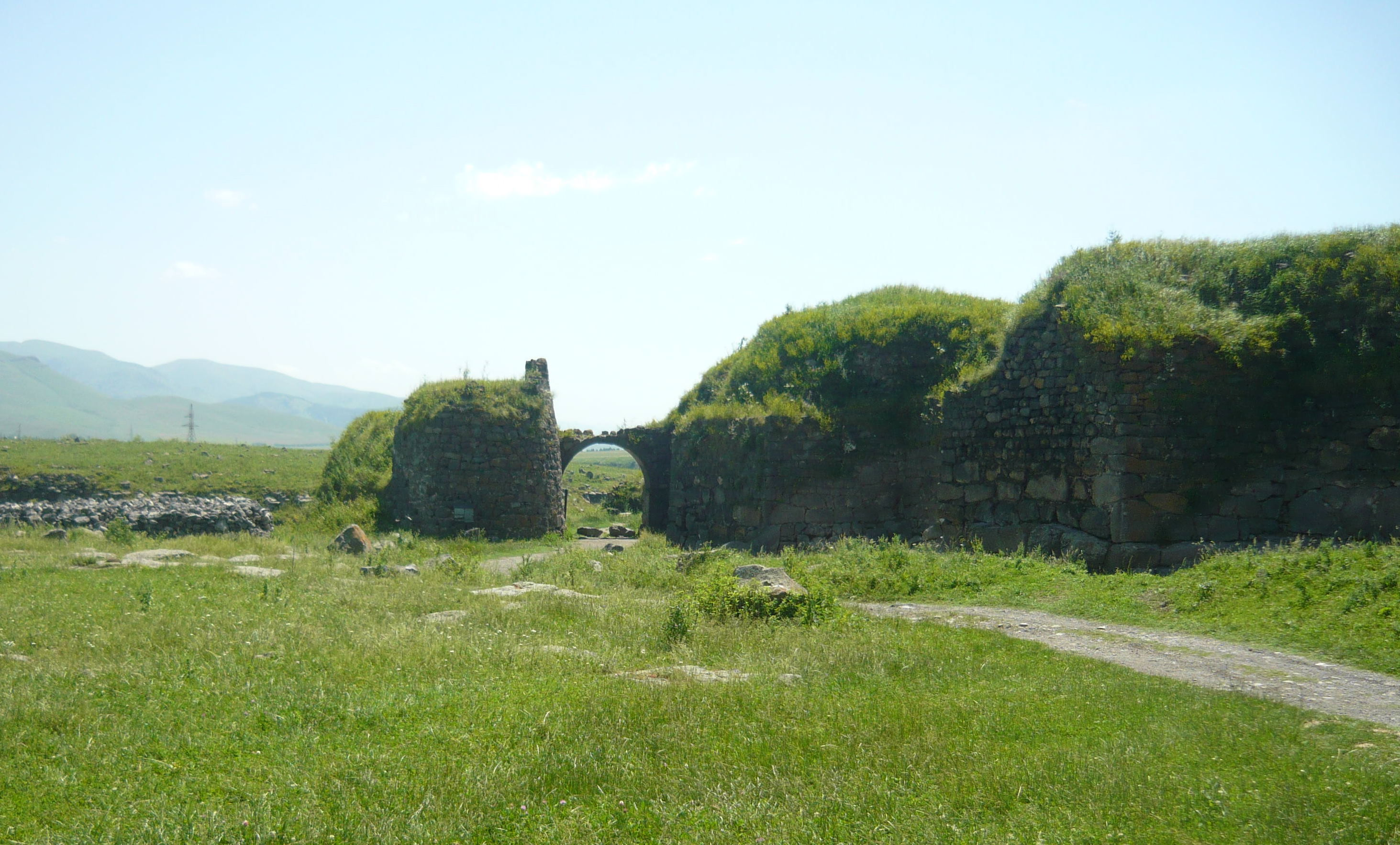
Pevnost Lorri Berd
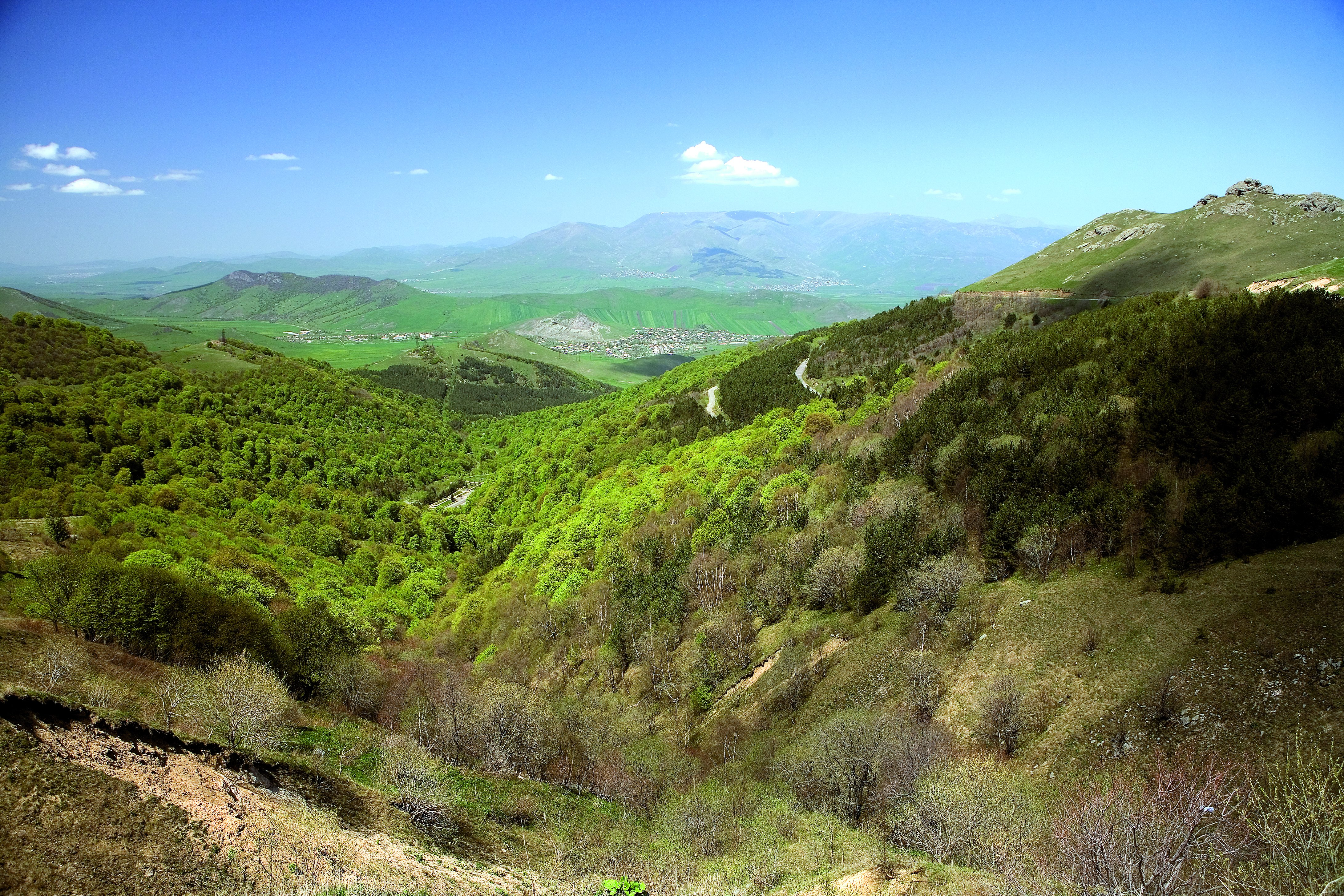
Krajina v blízkosti Puškinova průsmyku